# 109 v.Chr.
109 v.Chr. is een jaartal volgens de christelijke jaartelling.

## Gebeurtenissen

### Italië
- Quintus Caecilius Metellus Numidicus en Marcus Iunius Silanus zijn consul in het Imperium Romanum.
- De Romeinen worden in Gallië verslagen bij de rivier de Rhône, door de Cimbren en de Teutonen.

### Numidië
- Quintus Caecilius Metellus zet de oorlog tegen Jugurtha voort. Hij reorganiseert het Romeinse leger in Noord-Afrika en vernietigt de Numidische bevoorradingsroutes.

### Klein-Azië
- Mithridates I (109 - 70 v.Chr.) uit het Huis der Orontiden, bestijgt in Samosata als koning de troon van Commagene.

## Geboren
- Spartacus (~109 v.Chr. - ~71 v.Chr.), Thracische gladiator en rebellenleider